# Ramón Delgado
Ramón Delgado, né le 14 novembre 1976 à Asuncion, est un joueur paraguayen de tennis, professionnel de 1995 à 2014. Son meilleur classement reste une 52e place mondiale en avril 1999. Il est par ailleurs membre de l'équipe du Paraguay de Coupe Davis.

## Palmarès

### Finale en simple (1)
| No | Date       | Nom et lieu du tournoi             | Catégorie   | Surface      | Vainqueur        | Score    |          |
| -- | ---------- | ---------------------------------- | ----------- | ------------ | ---------------- | -------- | -------- |
| 1  | 02/11/1998 | Cerveza Club Colombia Open, Bogota | Int' Series | Terre (ext.) | Mariano Zabaleta | 6-4, 6-4 | Parcours |

## Parcours dans les tournois duGrand Chelem

### En simple
| Année       | Open d'Australie | Open d'Australie | Internationaux de France | Internationaux de France | Wimbledon | Wimbledon           | US Open  | US Open           |
| ----------- | ---------------- | ---------------- | ------------------------ | ------------------------ | --------- | ------------------- | -------- | ----------------- |
| 1996        | —                | —                | —                        | —                        | —         | —                   | 1er tour | Frédéric Vitoux   |
| 1997        | —                | —                | 2e tour                  | Thierry Champion         | —         | —                   | —        | —                 |
| 1998        | —                | —                | 4e tour                  | Félix Mantilla           | 1er tour  | Tommy Haas          | 1er tour | Sébastien Lareau  |
| 1999        | 1er tour         | Vincent Spadea   | 1er tour                 | Bohdan Ulihrach          | 1er tour  | Jamie Delgado       | 1er tour | Jiří Novák        |
| 2000        | —                | —                | —                        | —                        | —         | —                   | —        | —                 |
| 2001        | —                | —                | —                        | —                        | —         | —                   | 3e tour  | Andre Agassi      |
| 2002        | 2e tour          | Guillermo Cañas  | 1er tour                 | Carlos Moyà              | 1er tour  | Ivan Ljubičić       | 3e tour  | Andre Agassi      |
| 2003        | —                | —                | —                        | —                        | —         | —                   | 2e tour  | Jonas Björkman    |
| 2004        | —                | —                | —                        | —                        | 1er tour  | Taylor Dent         | —        | —                 |
| 2005        | —                | —                | —                        | —                        | —         | —                   | —        | —                 |
| 2006        | —                | —                | —                        | —                        | —         | —                   | 1er tour | Nikolay Davydenko |
| 2007 à 2009 | —                | —                | —                        | —                        | —         | —                   | —        | —                 |
| 2010        | —                | —                | —                        | —                        | 1er tour  | Teymuraz Gabashvili | —        | —                 |

N.B. : à droite du résultat se trouve le nom de l'ultime adversaire.

### En double
| Année | Open d'Australie | Open d'Australie | Internationaux de France | Internationaux de France | Wimbledon             | Wimbledon              | US Open | US Open |
| ----- | ---------------- | ---------------- | ------------------------ | ------------------------ | --------------------- | ---------------------- | ------- | ------- |
| 2005  | —                | —                | —                        | —                        | 1er tour (1/32) A. Sá | F. Čermák L. Friedl    | —       | —       |
| 2006  | —                | —                | —                        | —                        | 1/8 de finale A. Sá   | F. Santoro N. Zimonjić | —       | —       |

N.B. : le nom du ou de la partenaire se trouve sous le résultat ; le nom des ultimes adversaires se trouve à droite.